# Remolque de altura

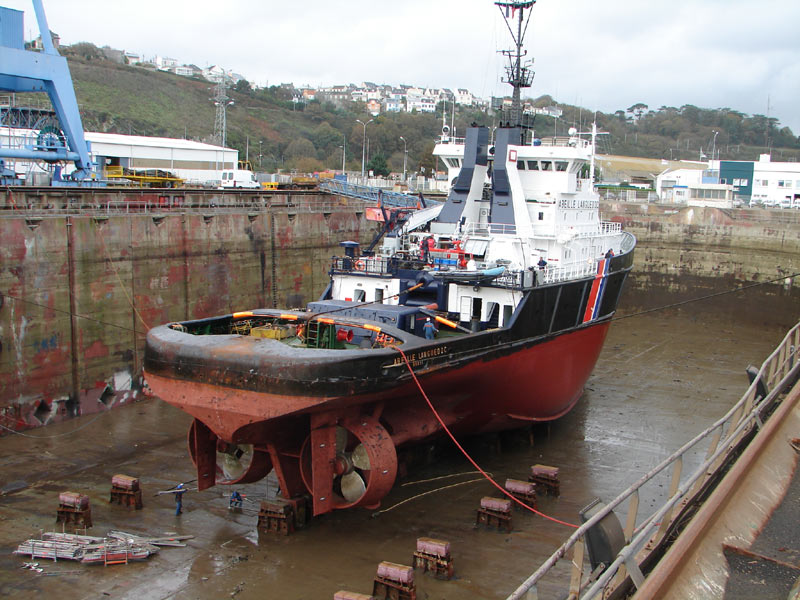
Remolcador de mar en reparaciones.

Remolque de altura: Se entiende el remolque de altura como la acción de asistencia de un buque (Remolcador de altura) a otro que carece de gobierno o de propulsión suficiente para navegar, hasta un lugar determinado o a un puerto de refugio.
Para hacer esto posible, en la mayoría de los casos, ambos buques están conectados a través un equipo de remolque ya sea a la proa o a la popa del buque remolcado, según las mejores características del buque, averías, condiciones meteorológicas, etc.
En los remolques de altura, suelen utilizarse contratos. El más conocido de estos es el denominado Lloyd´s Open Form o su forma abreviada "No Cure, No Pay". Básicamente en este documento, el Capitán del buque remolcado y el buque remolcador pactan una recompensa (sometida a arbitraje posterior) por llevar el barco a un determinado lugar seguro. Si el buque remolcado se hundiera durante el trayecto, el salvador, no tendría derecho a ninguna compensación ulterior.
- Datos: Q6105327